# Tom Clancy's H.A.W.X 2
Tom Clancy's H.A.W.X 2 är ett datorspel i genren action utvecklat och utgivet av det franska spelföretaget Ubisoft. Det är uppföljaren till spelet H.A.W.X och släpptes i september–november 2010.